# Teatr cieni (powieść)
Teatr cieni (tyt. oryg. Shadow Puppets) – książka z gatunku science fiction, napisana przez Orsona Scotta Carda. Jest to trzecia część Sagi Cienia, podcyklu w ramach Sagi Endera. Wydanie oryginalne ukazało się w 2002 (Tor, ISBN 0-7653-0017-6), a polskie w 2003 (Prószyński i S-ka, ISBN 83-7337-548-1).
Jest to kontynuacja zdarzeń opisanych w Cieniu Endera oraz Cieniu Hegemona. Głównymi bohaterami są Peter Wiggin, zajmujący stanowisko Hegemona, a także zakochani w sobie Petra Arkanian i Julian Delphiki (znany także jako Groszek).
W załączonym posłowiu autor wymienia trudności, jakie napotkał pisząc kolejną część sagi. Przyznaje, iż opisując losy bohaterów jedynie wspomnianych w poprzednich książkach, musiał szczególnie uważać na zachowanie zgodności szczegółów we wszystkich częściach. W opowieści pojawiają się postaci Teresy Wiggin (matki Endera, Petera i Valentine), Suriyawonga (tajlandzkiego absolwenta Szkoły Bojowej), Ambula, Virlomi (hinduskiej absolwentki Szkoły Bojowej), Achillesa de Flandres, Alai (przyjaciela Endera z czasów Szkoły Bojowej), Hana Tzu (chińskiego absolwenta Szkoły Bojowej). Większość z młodych bohaterów zajmuje wysokie stanowiska w swoich państwach i podejmuje decyzje o randze międzynarodowej.
Autor porusza wiele problemów dotyczących zagadnień wojny. Jak sam zaznacza, pisał książkę podczas wojny w Afganistanie pomiędzy Stanami Zjednoczonymi i ich sprzymierzeńcami a Talibami i Al Kaidą. Problemy relacji między światem Muzułmańskim z Zachodem są szczególnie zaakcentowane w książce. Książka porusza także problemy związane z modyfikacją genetyczną embrionów ludzkich.
Akcja jednego z rozdziałów powieści dzieje się w warszawskich Łazienkach, dokąd dwójka głównych bohaterów dostaje się podróżując pociągiem z Katowic.